# 3x plus efficace
 (mars 2017).
Si vous disposez d'ouvrages ou d'articles de référence ou si vous connaissez des sites web de qualité traitant du thème abordé ici, merci de compléter l'article en donnant les références utiles à sa vérifiabilité et en les liant à la section « Notes et références ».
Albums par 2 Bal
Cut Killer
(1996) Racines...
(1999)
3x plus efficace est un album de rap français issu de la collaboration entre les groupes 2 Bal (Doc TMC et G-Kill) et 2 Neg' (Eben, Kick-Low et Niro) et sorti en 1996.
Il est aujourd'hui[Quand ?] considéré comme un classique du rap français.
L'album est produit et réalisé par le duo Tefa & Masta de Kilomaître Production et le groupe White & Spirit.

## Liste des titres
| 1.    | Intro                                           | DJ Spirit                                                  | 1:08 |
| 2.    | La Magie du tiroir                              | 2 Bal 2 Neg’                                               | 4:51 |
| 3.    | Accepte mon concept                             | 2 Neg’                                                     | 4:19 |
| 4.    | Gued 1 (Dingue remix)                           | 2 Bal Niggets feat. Kid Mesa & Rick Sweet                  | 3:03 |
| 5.    | Que faire ?                                     | 2 Bal Niggets feat. Doréa                                  | 4:38 |
| 6.    | La rue est comme...                             | Ménage à Trois                                             | 0:46 |
| 7.    | Labyrinthe                                      | 2 Bal 2 Neg’ feat. Vestat, Rocca, Vensty, Monsieur R & NOB | 4:45 |
| 8.    | Que d’injustice                                 | 2 Neg’ feat. Emi & Gravitty                                | 4:20 |
| 9.    | Poètes de la mort                               | 2 Bal Niggets feat. Monsieur R                             | 4:36 |
| 10.   | Où est mon gang ?                               | 2 Bal Niggets                                              | 4:23 |
| 11.   | Noir c’est noir                                 | 2 Neg’ feat. Lion S                                        | 3:48 |
| 12.   | Ma vision du monde                              | 2 Neg’                                                     | 4:35 |
| 13.   | Interlude                                       | DJ Spirit                                                  | 1:15 |
| 14.   | Vie de chien                                    | 2 Bal Niggets feat. Emi                                    | 4:58 |
| 15.   | Old School Shit                                 | 2 Bal 2 Neg’                                               | 2:44 |
| 16.   | Dingue (Version 94 - Titre bonus CD)            | 2 Bal Niggets                                              | 3:14 |
| 17.   | Lascars                                         | 2 Neg’ feat. Egosyst                                       | 4:05 |
| 18.   | Est-ce qu’on flingue ? (Titre bonus CD)         | 2 Neg’ feat. T Ronnie                                      | 4:29 |
| 19.   | Lève ta main (Mission suicide) (Titre bonus CD) | 2 Bal 2 Neg’                                               | 4:17 |
| 20.   | À suivre...                                     | 2 Bal 2 Neg’                                               | 2:53 |
| 73:07 |                                                 |                                                            |      |

Note
Les titres marqués "bonus CD" ne sont pas présents sur l'édition 2 x vinyle LP.